# 法国手语
法国手语（法语：langue des signes française，LSF）是法国和瑞士法语区主要通行的手语。据《民族语》的统计，共有10万手语者。
法国手语与荷兰手语、德国手语、弗拉芒手语、比利时法国手语、爱尔兰手语、美国手语、魁北克手语、巴西手语和俄罗斯手语有关。

## 历史
法国手语常被误解为出自查尔斯·米歇尔·德·埃佩（Charles Michel de l'Épée）的工作。实际上他只是偶然间发现了已经存在的古法国手语：他到附近的房子下躲雨，遇到一对聋人姐妹，并被她们与巴黎聋人社区间使用的手语系统的丰富性和复杂性所震撼。埃佩投身于学习目前被称作“古法国手语”的语言，最后自己建立了一所聋人慈善学校，自己发明了一套他所谓“规则手语”，并用这套手语教学生读写。埃佩在1771–1774年间得以将这套手语出版，并极大地吸引了教育者和名流的注意，也使许多人开始思考聋人教育的问题。
他创造的系统性手势实际上是他学到的部分手语词汇和一套自己研究的语法规则的配合。这样出现的人工语言过于复杂，他的学生们根本不会使用。例如，他的手语要表达“难懂地”要连用5个手势(“内部-理解-可能-形容词-不”)，而自然手语则直接用“理解-不可能”。法国手语并不是埃佩发明的，他对聋人社区的主要贡献在于承认聋人并不需要口语就能学会思考，让众多聋人学生在一起生活间接促进了语言的自然演化。
此时开始，法国手语进入了一段繁荣期，直到19世纪后半叶，手语主义和口语主义学校间产生分歧。1880年，米兰第二届国际聋人教育会议决定口语应优先。在适当的时候，手语的使用被视为学习说话的障碍，因此被禁止进入课堂。
这一状况在法国直到1970年代末都没有变化，当时聋人社区开始为更好地让社会承认手语、为一套双语教育系统而奋斗。1991年，国民大会通过了Fabius法案，官方认可了法国手语用于聋人儿童教育。

### 字母
法国手语字母既用于区分法国手语的相似手势，也用于吸收法语中的词汇。